# Artem Buc'kyj
Artem Vjačeslavovyč Buc'kyj (in ucraino Артем Вячеславович Буцький?; Poltava, 24 agosto 1981) è un ex cestista ucraino.

## Carriera
Il 28 giugno 2005 ha firmato un contratto triennale con il BC Kyiv.
Con l'Ucraina ha disputato i Campionati europei del 2005.